# Takaši Šimura
Takaši Šimura (japonsky 志村 喬, Šimura Takaši; 21. března 1905, Ikuno – 11. února 1982, Tokio) byl jedním z nejvýznamnějších japonských herců 20. století.
První filmovou roli ztvárnil Takaši Šimura ve filmu Kendžiho Mizogučiho Osaka Elegy v roce 1936.
Vedle Toširó Mifuneho, je Šimura dalším hercem, velmi výrazně spojeným s filmy Akira Kurosawy v nichž často hrál významné role. Nalezneme jen například jako jednoho ze samurajů ve filmu Sedm samurajů, jako dřevorubce ve filmu Rašómon, jako hlavního hrdinu filmu Žít, jako zkušeného detektiva ve filmu Toulavý pes nebo jako lékaře ve filmu Opilý anděl. V řadě dalších Kurosawových filmů ztvárnil spíše menší role, například ve filmu Tři zločinci ve skryté pevnosti.
Intenzitu Šimurovy spolupráce s Kurosawou dokládá to, že se účastnil jeho prvního filmu Velká legenda judo z roku 1943 a speciálně pro něj napsal režisér také roli do filmu Kagemuša z roku 1980. Tato spolupráce je tedy delší než s Mifunem, s níž Kurosawa spolupracoval v letech 1948–65.
Vedle Kurosawových děl účinkoval Šimura také v několika japonských katastrofických filmech, například jako vědec Kjohei Jamane v prvních dvou filmech o Godzille.
Šimura zemřel roku 1982 na emfyzém (rozedmu plic) ve věku 76 let.

## Vyznamenání
- Medaile cti s fialovou stuhou – 1974
- Řád vycházejícího slunce IV. třídy – 1980

## Filmografie
Neúplná filmografie
- 1943: Velká legenda Judo – režie Akira Kurosawa
- 1944: Nejkrásnější – režie Akira Kurosawa
- 1945: Lidé, kteří šlapou tygrovi na ocas – režie Akira Kurosawa
- 1946: Nelitujeme svého mládí – režie Akira Kurosawa
- 1948: Opilý anděl – režie Akira Kurosawa
- 1949: Mlčenlivý souboj – režie Akira Kurosawa
- 1949: Toulavý pes – režie Akira Kurosawa, Šimura byl za roli získal ocenění nejlepší herec roku 1950 na Mainichi Film Concours.
- 1950: Skanál – režie Akira Kurosawa
- 1950: Rašómon – režie Akira Kurosawa
- 1951: Idiot – režie Akira Kurosawa
- 1952: Žít – režie Akira Kurosawa
- 1954: Sedm samurajů – režie Akira Kurosawa
- 1954: Godzilla – režie Iširó Honda
- 1955: Godžira no gjakušú – režie Motojoši Oda
- 1955: Žiji ve strachu – režie Akira Kurosawa
- 1956: Mijamoto Musaši kankecuhen: kettó Ganrjúdžima – režie Hiroši Inagaki
- 1957: Čikjú Bóeigun – režie Iširó Honda
- 1957: Krvavý trůn – režie Akira Kurosawa
- 1958: Tři zločinci ve skryté pevnosti – režie Akira Kurosawa
- 1961: Jódžinbó – režie Akira Kurosawa
- 1961: Mosura – režie Iširó Honda
- 1962: Sandžúró – režie Akira Kurosawa
- 1962: Čúšingura – Hana no maki juki no maki – režie Hiroši Inagaki
- 1963: Nebe a peklo – režie Akira Kurosawa
- 1964: San Daikaidžú: Čikjú Saidai no Kessen – režie Iširó Honda
- 1965: Samuraj – režie Kihači Okamoto
- 1965: Rudovous – režie Akira Kurosawa
- 1968: Zatóiči hataši-džó – režie Kimijoši Jasuda
- 1973: Šin Zatóiči monogatari: Kasama no čimacuri – režie Kimijoši Jasuda
- 1974: Nosutoradamusu no daijogen – režie Tošio Masuda
- 1978: Ogin-sama – režie Kei Kumai
- 1980: Kagemuša – režie Akira Kurosawa